# Porsche 914
El Porsche 914 es un automóvil deportivo tipo targa con motor central-trasero construido y comercializado conjuntamente por Volkswagen y Porsche, en el periodo de 1969 a 1976.

## Desarrollo
A finales de la década de 1960, tanto Volkswagen como Porsche estaban necesitados de nuevos modelos; Porsche buscaba un reemplazo al 911, y Volkswagen quiso que un nuevo deportivo coupé sustituyera al Karmann Ghia. En esa época, la mayoría del trabajo de desarrollo de Volkswagen era manejado por Porsche, esta forma de trabajar se remontaba a los tiempos de la fundación de Porsche; Volkswagen tuvo que contratar a Porsche de forma externa para el desarrollo del proyecto. Pusieron a cargo del proyecto 914 a Ferdinand Piëch, que era responsable de investigación y desarrollo en Porsche.

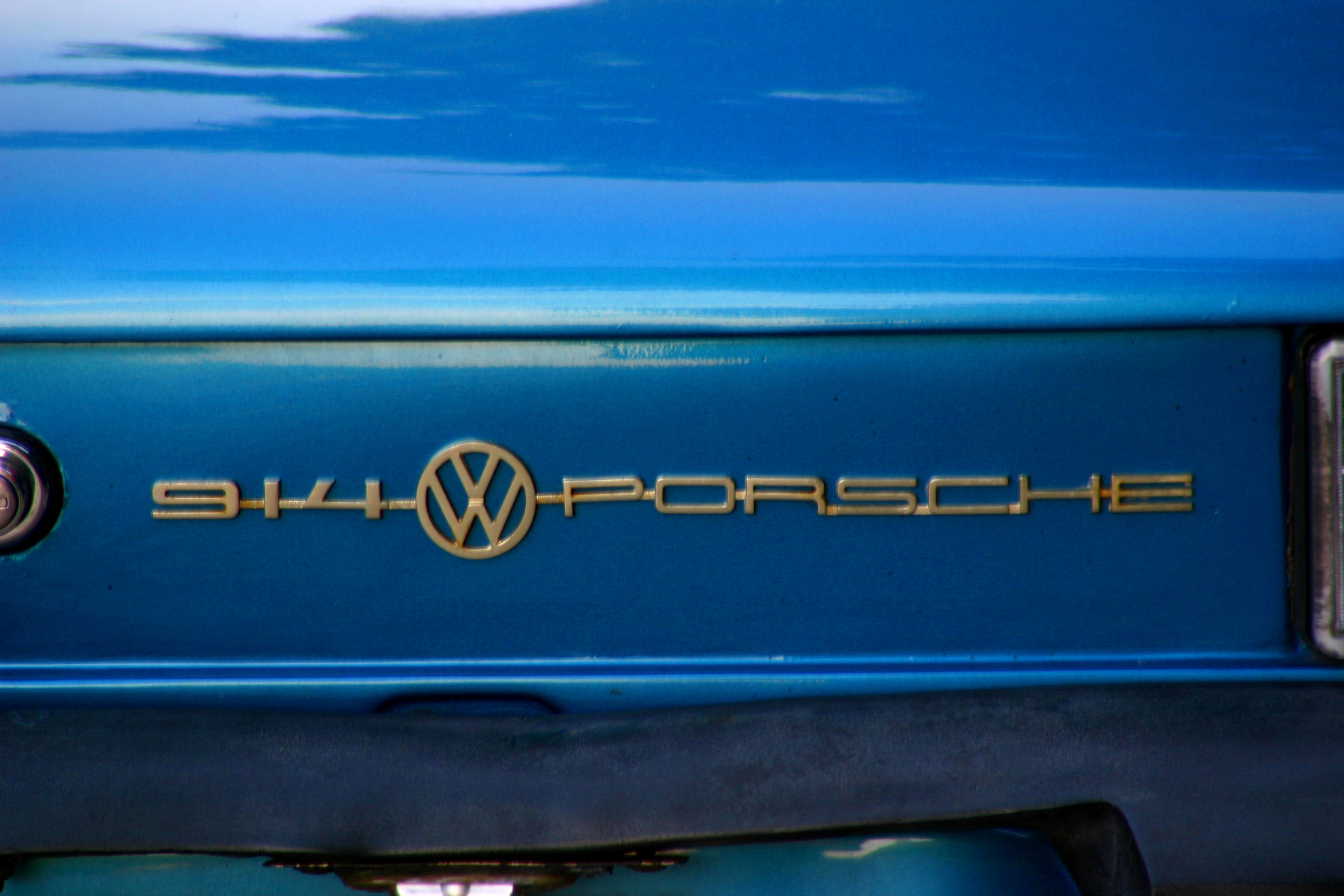
Emblema de la marca.

Inicialmente tenían la intención de vender el vehículo con el motor bóxer cuatro cilindros como VW-Porsche y el seis cilindros como Porsche. Sin embargo, Porsche decidió durante el desarrollo del coche que, al compartir Volkswagen y Porsche el mismo chasis, las ventas en los Estados Unidos podían verse afectadas negativamente, y convenció a Volkswagen que les permitiera vender ambas versiones como Porsche en América del Norte.
Este acuerdo satisfizo a ambas partes. El 1 de marzo de 1968 el primer prototipo del 914 fue presentado. Sin embargo, la conclusión del proyecto se complicó después de la muerte del presidente del Volkswagen, Heinz Nordhoff, el 12 de abril de 1968. Su sucesor, Kurt Lotz, no estaba en la línea de colaboración con la dinastía de Porsche y el acuerdo verbal entre Volkswagen y Porsche se deshizo.
En opinión de Lotz, Volkswagen tenía todos los derechos sobre el modelo, y ningún incentivo para compartirlo con Porsche si ellos no compartían los gastos de fabricación. Con esta decisión, el precio y el concepto de marketing para los 914 habían fallado antes de que la producción en serie hubiera comenzado. Como consecuencia, el precio de los bastidores subió bastante, y el 914-6 terminó por costar sólo un poco menos que el 911T, el siguiente coche menos caro de Porsche. Esto tenía un efecto serio sobre las ventas, y el 914-6 se vendió bastante mal. Al contrario los 914-4 mucho menos caros, se convirtieron en el producto Porsche más vendido, por encima de los 911 con un amplio margen, con más de 118.000 unidades vendidas por todo el mundo.

### Cuadro de la evolución del 914

Porsche 914 interior

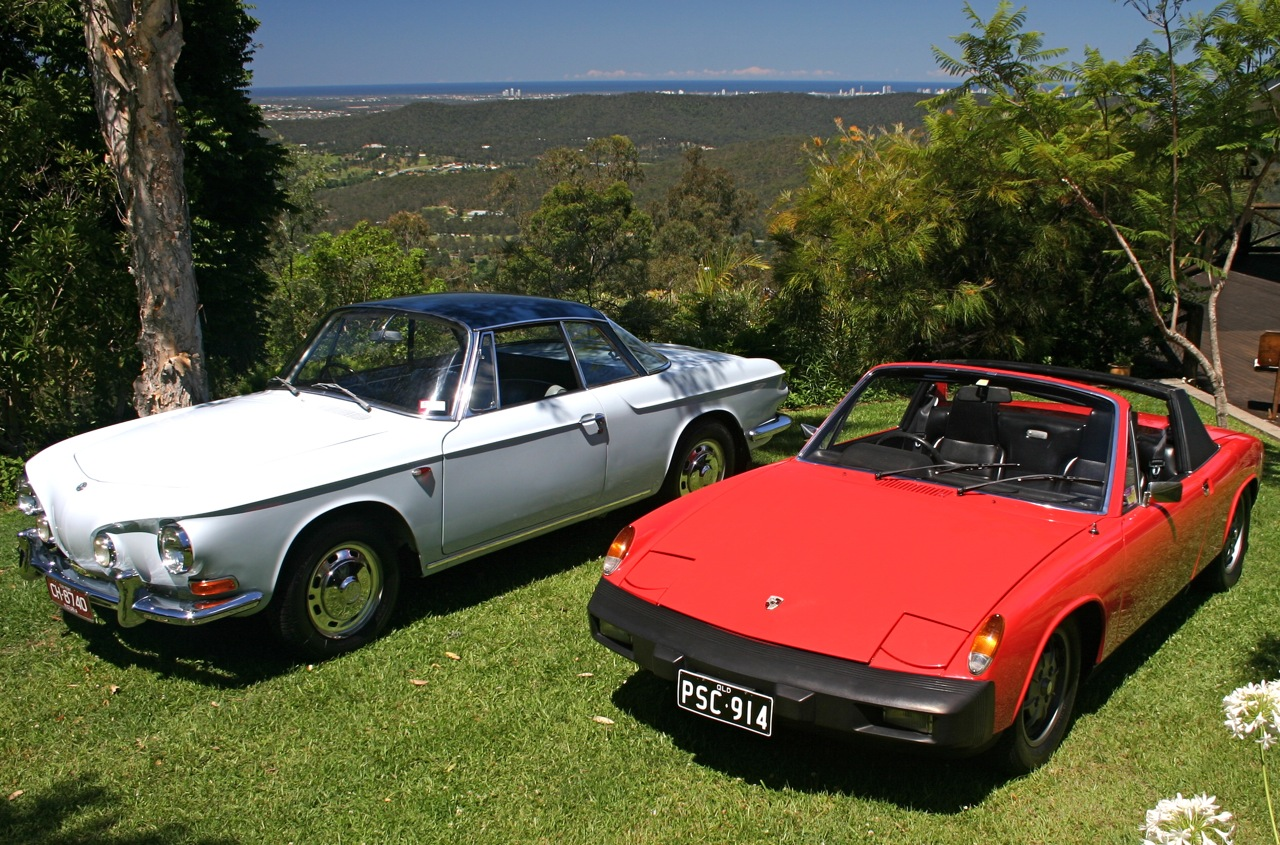
Porsche 914 y el coche que sustituye en la parte superior de la línea de VW, el Karmann Ghia Tipo 34.